# 玉川駅 (大阪府)

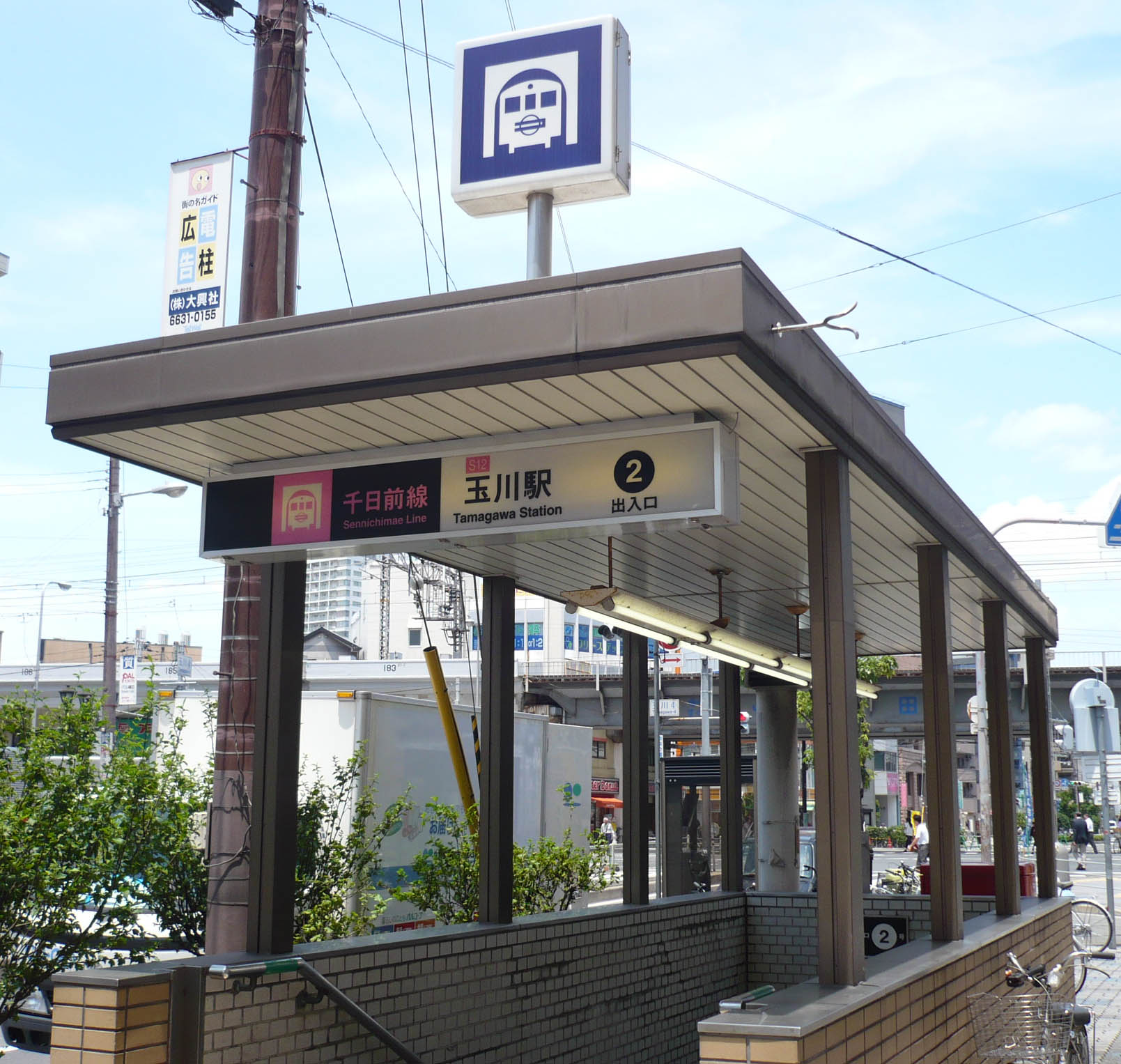
2号出入口（2008年6月）

玉川駅（たまがわえき）は、大阪府大阪市福島区吉野三丁目にある、大阪市高速電気軌道 (Osaka Metro) 千日前線の駅。駅番号はS12。

## 接続する鉄道路線
- 西日本旅客鉄道（JR西日本） - 野田駅
  -  大阪環状線

阪神電気鉄道にも野田駅があるが、千日前線とは次駅の野田阪神駅で連絡している。

## 歴史
- 1969年（昭和44年）4月16日：5号線（現在の千日前線）の野田阪神 - 桜川間開通と同時に開業。
- 2014年（平成26年）12月6日：可動式ホーム柵の使用を開始[1]。
- 2018年（平成30年）4月1日：大阪市交通局の民営化により、大阪市高速電気軌道 (Osaka Metro) の駅となる。

## 駅構造

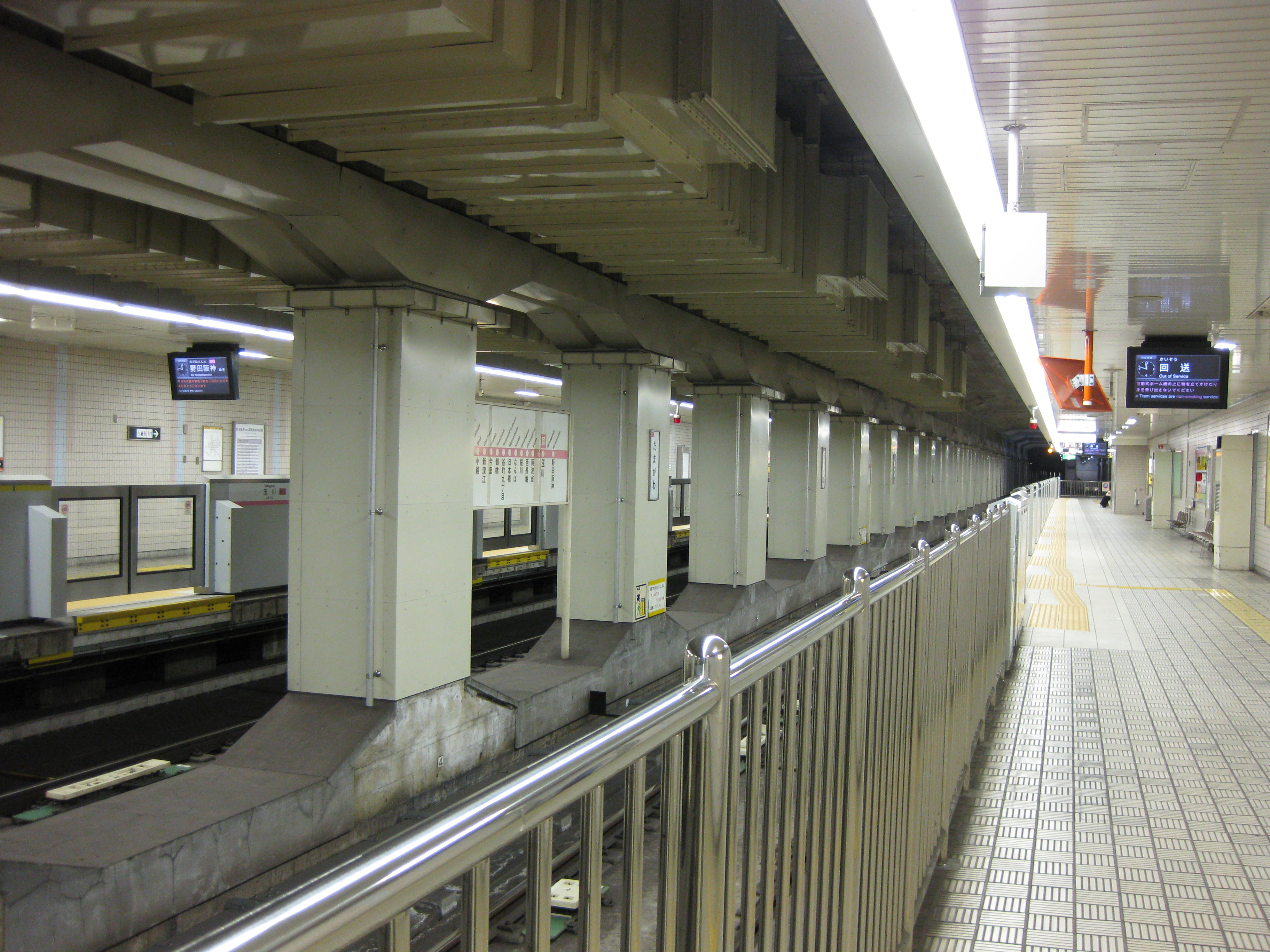
プラットホーム（2016年5月）
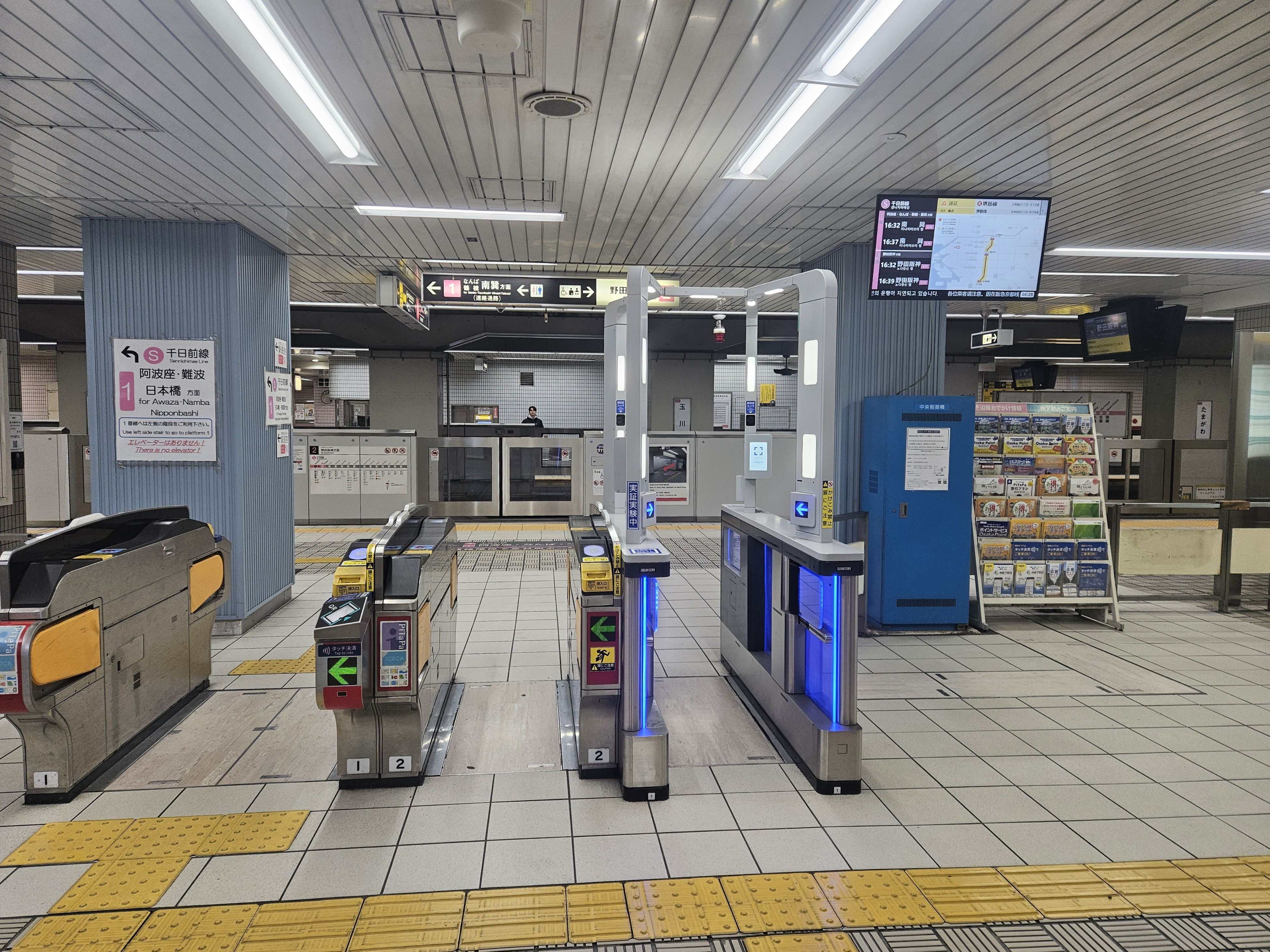
北西改札（2025年2月）

相対式ホーム2面2線を有する地下駅。改札口は両ホーム北寄りでホームと同一フロアに1ヵ所ずつ、また南寄り（ホーム階より上層）に1ヵ所、合計3ヵ所ある。ホーム北寄りには互いのホームを結ぶ連絡通路がある。
当駅は難波管区駅に所属し、野田阪神駅が管轄している。

### のりば
| 番線 | 路線     | 行先                   |
| ---- | -------- | ---------------------- |
| 1    | 千日前線 | なんば・鶴橋・南巽方面 |
| 2    | 千日前線 | 野田阪神方面           |

### 出口
| 出口番号 | 出口周辺 | 接続改札 | 備考 |
| -------- | --- | -------- | ---- |
| 1        | 福島郵便局 | 北東改札 |      |
| 2        | 大阪福島税務署 | 北東改札 |      |
| 3        | | 北西改札 |      |
| 4        | JR環状線野田駅・福島区役所・福島警察署・福島消防署 福島区保健福祉センター・福島区民センター・スポーツセンター 図書館・大阪NPOプラザ | 北西改札 |      |
| 5        | | 南改札   |      |
| 6        | 大阪市中央卸売市場本場・建設局野田工営所                                                                                            | 南改札   |      |

## 利用状況
2024年11月12日の1日乗降人員は11,144人（乗車人員：5,470人、降車人員：5,674人）であり、千日前線の駅では14駅中13位（小路駅に次いで少ない）。
各年度の特定日における利用状況は下表の通りである。なお1969・1995年度の記録についてはそれぞれ1970・1996年に行われた調査であるが、会計年度上表中に記載の年度となる。
| 年度               | 調査日   | 乗車人員 | 降車人員 | 乗降人員 | 出典          | 出典          |
| 年度               | 調査日   | 乗車人員 | 降車人員 | 乗降人員 | メトロ        | 大阪府        |
| ------------------ | -------- | -------- | -------- | -------- | ------------- | ------------- |
| 1969年（昭和44年） | 01月27日 | 1,692    | 1,213    | 2,905    |               | [ 大阪府 1 ]  |
| 1970年（昭和45年） | 11月06日 | 4,101    | 3,865    | 7,966    |               | [ 大阪府 2 ]  |
| 1972年（昭和47年） | 11月14日 | 5,184    | 4,694    | 9,878    |               | [ 大阪府 3 ]  |
| 1975年（昭和50年） | 11月07日 | 5,180    | 4,828    | 10,008   |               | [ 大阪府 4 ]  |
| 1977年（昭和52年） | 11月18日 | 5,445    | 4,906    | 10,351   |               | [ 大阪府 5 ]  |
| 1981年（昭和56年） | 11月10日 | 6,236    | 5,658    | 11,894   |               | [ 大阪府 6 ]  |
| 1985年（昭和60年） | 11月12日 | 5,357    | 4,830    | 10,187   |               | [ 大阪府 7 ]  |
| 1987年（昭和62年） | 11月10日 | 5,287    | 4,956    | 10,243   |               | [ 大阪府 8 ]  |
| 1990年（平成02年） | 11月06日 | 5,289    | 4,793    | 10,082   |               | [ 大阪府 9 ]  |
| 1995年（平成07年） | 02月15日 | 5,353    | 4,877    | 10,230   |               | [ 大阪府 10 ] |
| 1998年（平成10年） | 11月10日 | 5,015    | 4,417    | 9,432    |               | [ 大阪府 11 ] |
| 2007年（平成19年） | 11月13日 | 4,924    | 4,723    | 9,647    |               | [ 大阪府 12 ] |
| 2008年（平成20年） | 11月11日 | 4,957    | 4,791    | 9,748    |               | [ 大阪府 13 ] |
| 2009年（平成21年） | 11月10日 | 4,576    | 4,386    | 8,962    |               | [ 大阪府 14 ] |
| 2010年（平成22年） | 11月09日 | 4,421    | 4,297    | 8,718    |               | [ 大阪府 15 ] |
| 2011年（平成23年） | 11月08日 | 4,508    | 4,357    | 8,865    |               | [ 大阪府 16 ] |
| 2012年（平成24年） | 11月13日 | 4,634    | 4,528    | 9,162    |               | [ 大阪府 17 ] |
| 2013年（平成25年） | 11月19日 | 4,484    | 4,440    | 8,924    | [ メトロ 1 ]  | [ 大阪府 18 ] |
| 2014年（平成26年） | 11月11日 | 4,753    | 4,707    | 9,460    | [ メトロ 2 ]  | [ 大阪府 19 ] |
| 2015年（平成27年） | 11月17日 | 5,022    | 5,164    | 10,186   | [ メトロ 3 ]  | [ 大阪府 20 ] |
| 2016年（平成28年） | 11月08日 | 4,878    | 4,921    | 9,799    | [ メトロ 4 ]  | [ 大阪府 21 ] |
| 2017年（平成29年） | 11月14日 | 5,241    | 5,180    | 10,421   | [ メトロ 5 ]  | [ 大阪府 22 ] |
| 2018年（平成30年） | 11月13日 | 5,158    | 5,403    | 10,561   | [ メトロ 6 ]  | [ 大阪府 23 ] |
| 2019年（令和元年） | 11月12日 | 5,270    | 5,513    | 10,783   | [ メトロ 7 ]  | [ 大阪府 24 ] |
| 2020年（令和02年） | 11月10日 | 4,379    | 4,342    | 8,721    | [ メトロ 8 ]  | [ 大阪府 25 ] |
| 2021年（令和03年） | 11月16日 | 4,576    | 4,406    | 8,982    | [ メトロ 9 ]  | [ 大阪府 26 ] |
| 2022年（令和04年） | 11月15日 | 4,926    | 4,869    | 9,795    | [ メトロ 10 ] | [ 大阪府 27 ] |
| 2023年（令和05年） | 11月07日 | 5,266    | 5,285    | 10,551   | [ メトロ 11 ] | [ 大阪府 28 ] |
| 2024年（令和06年） | 11月12日 | 5,470    | 5,674    | 11,144   | [ メトロ 12 ] |               |

## 駅周辺

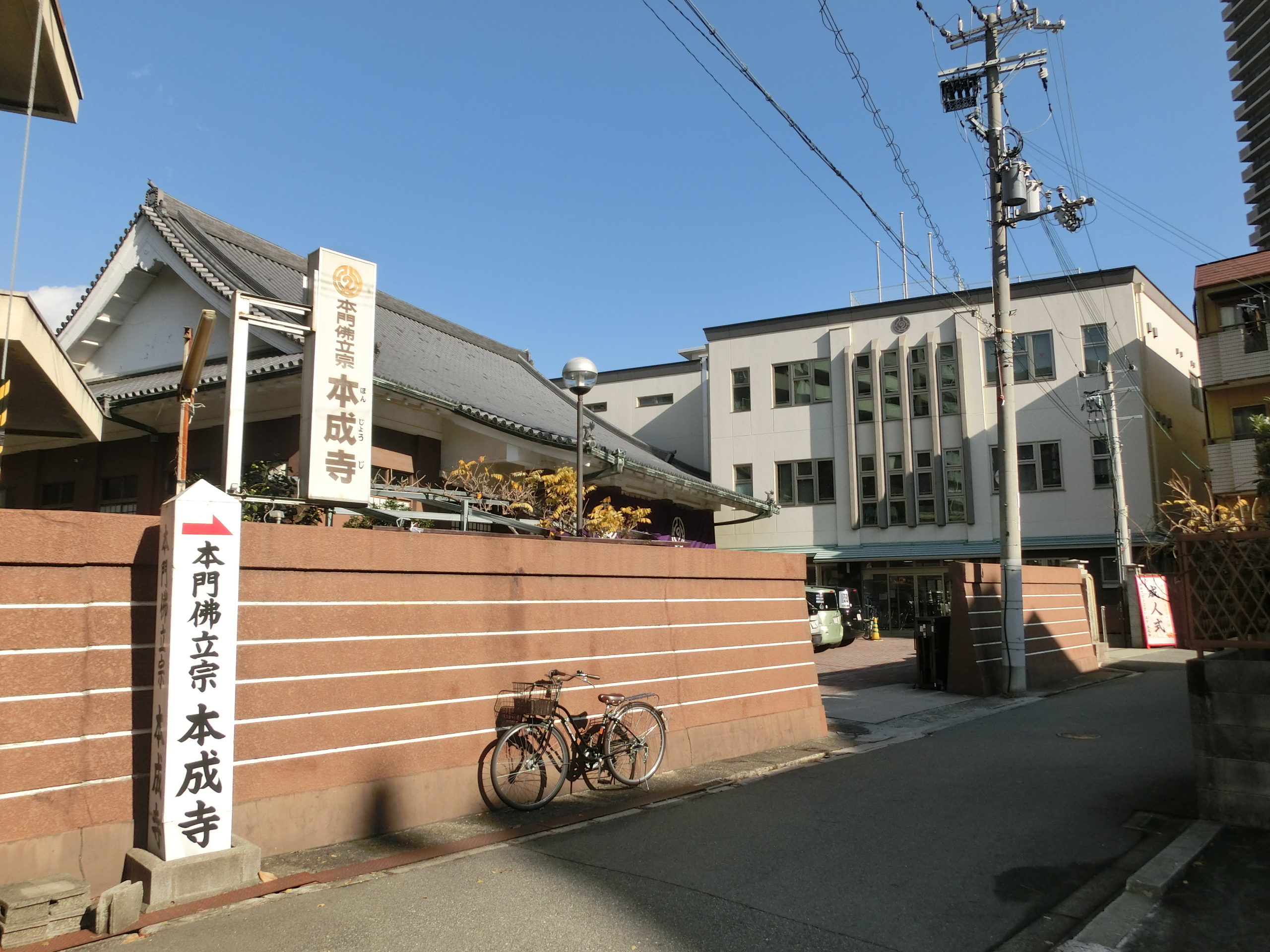
本成寺（2024年1月）

- 大阪市中央卸売市場本場
- 大阪市立福島図書館
- 大阪吉野郵便局
- 大阪市立吉野小学校
- 野田恵美須神社
- 本成寺
- 野田城跡
- 新橋筋商店街
- 東横INN大阪JR野田駅前
- 阪急オアシス福島玉川店

## バス路線
最寄り停留所は、玉川四丁目交差点付近にある地下鉄玉川である。以下の路線が乗り入れ、大阪シティバスにより運行されている。
- 56号系統：大阪駅前/酉島車庫前
- 90号系統：野田阪神前/鶴町四丁目

## 隣の駅
大阪市高速電気軌道 (Osaka Metro)
 千日前線
野田阪神駅 (S11) - 玉川駅 (S12) - 阿波座駅 (S13)
- ( ) 内は駅番号を示す。

### 記事本文

### 利用状況
1. ↑  路線別駅別乗降人員 - 大阪市高速電気軌道
2. ↑  大阪府統計年鑑 - 大阪府
3. ↑  大阪市統計書 - 大阪市

#### 大阪市高速電気軌道
1. ↑  路線別乗降人員 （2013年11月19日（火）交通調査） (PDF)
2. ↑  路線別乗降人員 （2014年11月11日（火）交通調査） (PDF)
3. ↑  路線別乗降人員 （2015年11月17日（火）交通調査） (PDF)
4. ↑  路線別乗降人員 （2016年11月8日（火）交通調査） (PDF)
5. ↑  路線別乗降人員 （2017年11月14日（火）交通調査） (PDF)
6. ↑  路線別乗降人員 （2018年11月13日（火）交通調査） (PDF)
7. ↑  路線別乗降人員 （2019年11月12日（火）交通調査） (PDF)
8. ↑  路線別乗降人員 （2020年11月10日（火）交通調査） (PDF)
9. ↑  路線別乗降人員 （2021年11月16日（火）交通調査） (PDF)
10. ↑  路線別乗降人員 （2022年11月15日（火）交通調査） (PDF)
11. ↑  路線別乗降人員 （2023年11月7日（火）交通調査） (PDF)
12. ↑  路線別乗降人員 （2024年11月12日（火）交通調査） (PDF)

#### 大阪府統計年鑑
1. ↑  大阪府統計年鑑（昭和45年） (PDF)
2. ↑  大阪府統計年鑑（昭和46年） (PDF)
3. ↑  大阪府統計年鑑（昭和48年） (PDF)
4. ↑  大阪府統計年鑑（昭和51年） (PDF)
5. ↑  大阪府統計年鑑（昭和53年） (PDF)
6. ↑  大阪府統計年鑑（昭和57年） (PDF)
7. ↑  大阪府統計年鑑（昭和61年） (PDF)
8. ↑  大阪府統計年鑑（昭和63年） (PDF)
9. ↑  大阪府統計年鑑（平成3年） (PDF)
10. ↑  大阪府統計年鑑（平成8年） (PDF)
11. ↑  大阪府統計年鑑（平成11年） (PDF)
12. ↑  大阪府統計年鑑（平成20年） (PDF)
13. ↑  大阪府統計年鑑（平成21年） (PDF)
14. ↑  大阪府統計年鑑（平成22年） (PDF)
15. ↑  大阪府統計年鑑（平成23年） (PDF)
16. ↑  大阪府統計年鑑（平成24年） (PDF)
17. ↑  大阪府統計年鑑（平成25年） (PDF)
18. ↑  大阪府統計年鑑（平成26年） (PDF)
19. ↑  大阪府統計年鑑（平成27年） (PDF)
20. ↑  大阪府統計年鑑（平成28年） (PDF)
21. ↑  大阪府統計年鑑（平成29年） (PDF)
22. ↑  大阪府統計年鑑（平成30年） (PDF)
23. ↑  大阪府統計年鑑（令和元年） (PDF)
24. ↑  大阪府統計年鑑（令和2年） (PDF)
25. ↑  大阪府統計年鑑（令和3年） (PDF)
26. ↑  大阪府統計年鑑（令和4年） (PDF)
27. ↑  大阪府統計年鑑（令和5年） (PDF)
28. ↑  大阪府統計年鑑（令和6年） (PDF)

### 「たまがわ」と読む他の駅
- 玉川駅 (岩手県) - JR東日本八戸線の駅
- 多摩川駅 - 東急東横線・目黒線・東急多摩川線の駅